# Ereunias
Ereunias is een monotypisch geslacht van straalvinnige vissen uit de familie van ereunen (Ereuniidae).

## Soort
- Ereunias grallator Jordan & Snyder, 1901